# 劉郢
刘郢客（？—前174年），汉朝宗室，西汉楚王，《史记》作刘郢。其父楚元王刘交是汉高祖刘邦的弟弟。
前178年，其父刘交死后，刘郢继位。一共在位四年。前174年，刘郢去世，谥号夷，他儿子刘戊嗣位，即七国之乱的楚王。
汉武帝时，其曾孙女解忧公主在江都公主刘细君死后和亲乌孙。
| 前任： 元王刘交 前201年——前179年（23年） | 西汉楚王 前178年—前175年（4年） | 繼任： 刘戊 前174年——前154年（21年） |